# تنظیم دمایی
تنظیم دمایی یا ترمورگولاسیون (به انگلیسی: Thermoregulation)، توانایی یک جاندار در نگاه داشتن دمای بدن خود درون محدوده‌های مشخص است حتی هنگامی که دمای محیط بیرون تفاوت بسیار با دمای بدن داشته باشد. این فرایند بخشی از هم‌ایستایی است: حالتی تعادلی و پویا میان محیط درونی بدن جانور و محیط زیست بیرونی. اگر بدن نتواند دمای خود را در حد طبیعی نگاه دارد و تا حد زیادی از حالت طبیعی بیرون برود، وضعیتی که از آن با نام گرمازدگی یاد می‌شود پدید می‌آید. در انسان‌ها، چنین پدیده‌ای هنگامی روی می‌دهد که بدن به گونه مداوم در معرض دماهایی نزدیک به ۵۵ درجه سانتی‌گراد باشد. تداوم این وضعیت به مدت طولانی (بیشتر از چند ساعت) و تا ۷۵ درجه سانتی‌گراد باعث مرگ حتمی انسان می‌شود. عکس این وضعیت هنگامی است که دمای بدن پایین‌تر از حد مجازی بیاید و به آن سرمازدگی گفته می‌شود.

## نگارخانه

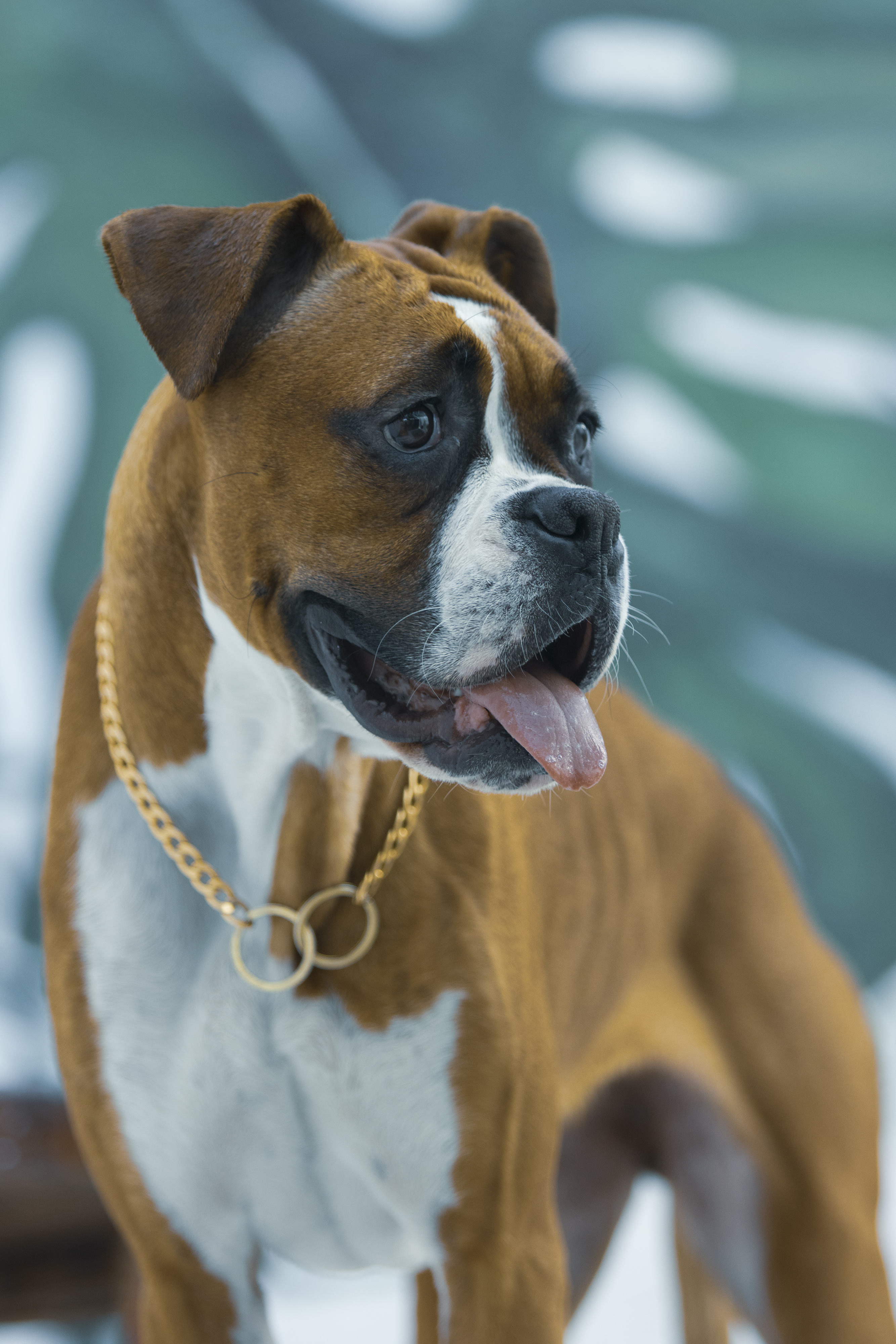
یک سگ در حال تنظیم دمایی
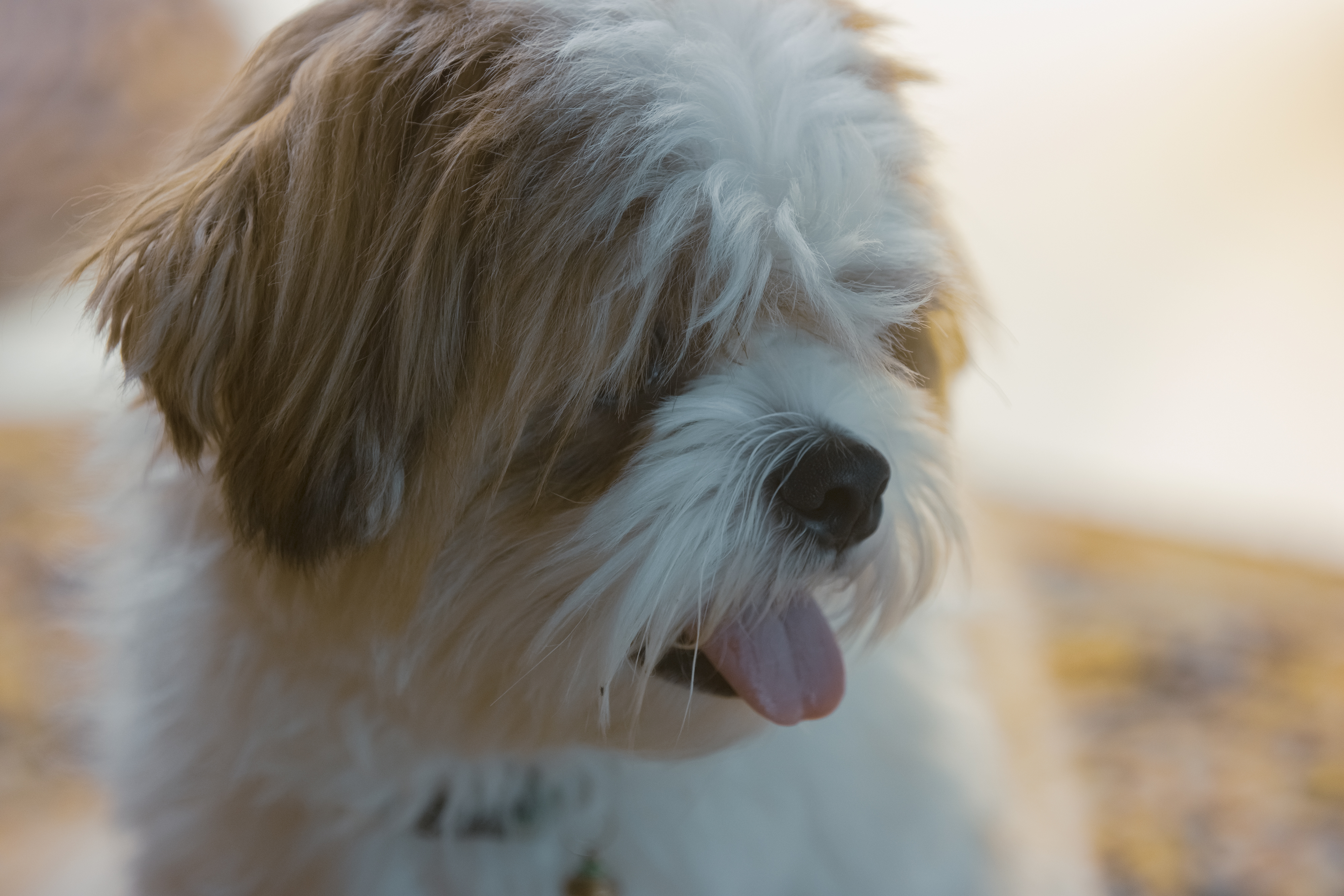
یک سگ شیتزو در حالت تنظیم دمایی
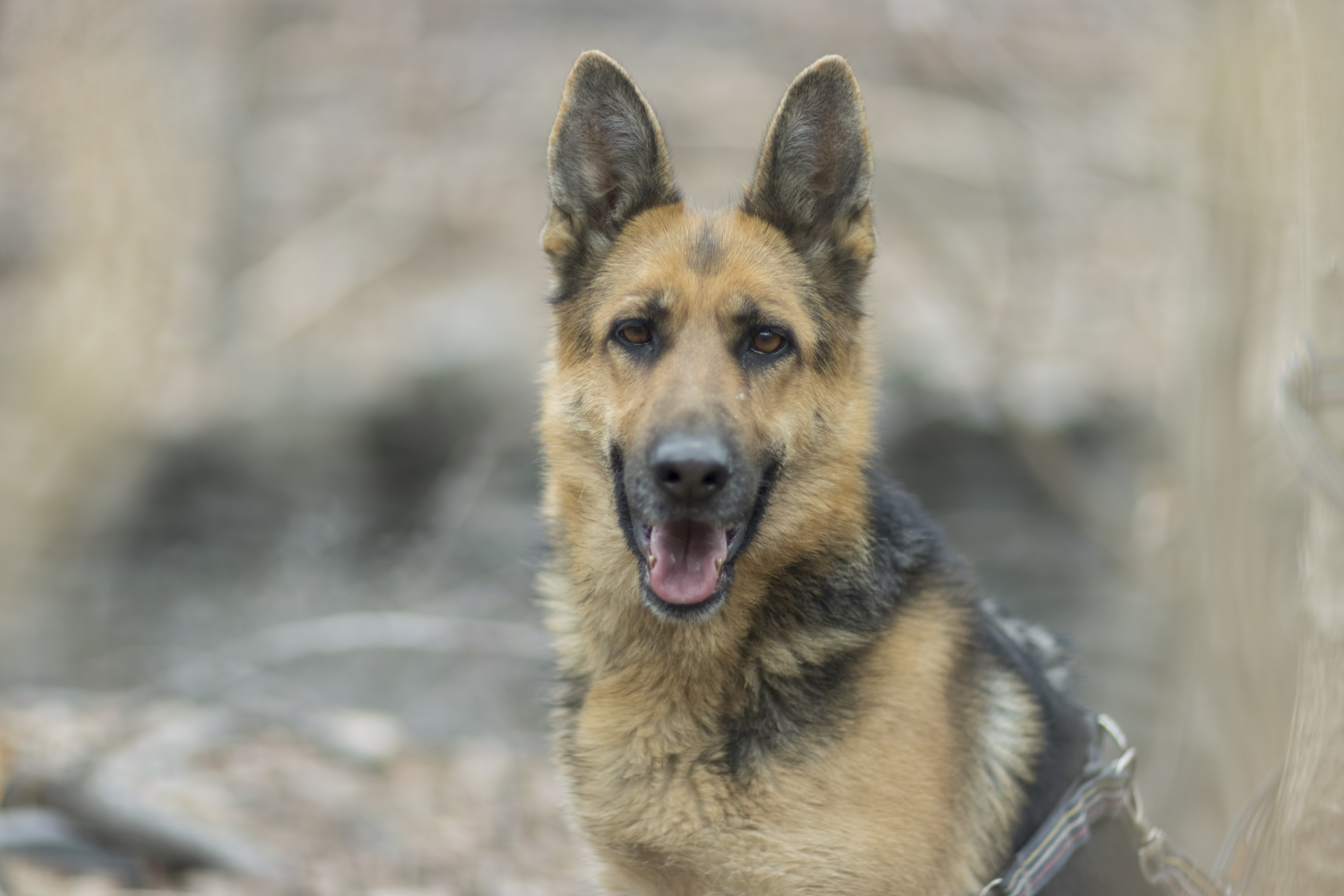
یک سگ ژرمن شپرد در حالت تنظیم دمایی با دهان باز